# Stygnus simonis
Stygnus simonis is een hooiwagen uit de familie Stygnidae.